# Kurt Schaffenberger
Kurt Schaffenberger (* 15. Dezember 1921 in Deutschland; † 24. Januar 2002 in Brick, New Jersey) war ein US-amerikanischer Comiczeichner.

## Leben und Arbeit
Schaffenberger, dessen Familie ursprünglich aus Deutschland stammt, wanderte in den 1930er Jahren mit seinen Eltern in die Vereinigten Staaten aus. 1941 gewann er dort ein Kunststipendium bei Pratt in New York. Nach dem Abschluss begann Schaffenberger für das Studio von Jack Binder in New Jersey zu arbeiten, für den er unter anderem Seiten für die bei Fawcett erscheinende Serie Captain Marvel zeichnete.
Während des Zweiten Weltkrieges war Schaffenberger, der als Emigrantensohn Deutsch sprach, für das Office of Strategic Services tätig, wo er Kriegsplakate gestaltete. Nach dem Krieg begann Schaffenberger als freischaffender Künstler zu arbeiten: Bis in die frühen 1950er Jahre zeichnete er dabei Comicgeschichten für die bei Fawcett erscheinenden Serien Whiz Comics, Captain Marvel Jr. und abermals Captain Marvel. Es folgten Engagements bei den Verlagen Marvel Comics, Classics Illustrated und schließlich DC-Comics, für den Schaffenberger Ende der 1950er Jahre zu arbeiten begann. Für DC produzierte Schaffenberger seine heute bekanntesten Arbeiten namentlich Illustrationen für Geschichten über den Überhelden Superman die in den Serien Superman, Action Comics, World's Finest und Superman's Girlfriend Lois Lane veröffentlicht wurden. Dabei gilt insbesondere Schaffenbergers Interpretation der Figur der abenteuerlustigen Reporterin Lois Lane – die er einerseits als „moderne Frau“ die ebenso forsch wie selbstbewusst durchs Leben schreitend darstellte, gleichzeitig aber mit einem Profil von „klassischer Schönheit“ ausstattete – heute laut seinem Biografen Vogler vielen Kritikern und Lesern der Superman-Comics als die „definitive Version“ des Charakters.
Schaffenberger, der 2002 infolge seiner Diabeteserkrankung und eines Herzleidens verstarb, wurde für seine Arbeit unter anderem mit dem Preis der Gesellschaft der amerikanischen Cartoonisten (National Cartoonists Society Award) in der Sparte „Comic Book“ ausgezeichnet (1984).